# Sobieski-torony (Wawel)

A Sobieski-torony helye a Wawelben.

A Sobieski-torony (lengyelül: Wieża Jana III Sobieskiego) a krakkói Wawel királyi palotájának egyik lakótornya a palota északnyugati oldalán. 1620 körül építették, nevét Sobieski Jánosról kapta, aki uralkodása idején jelentős felújításokkal és átépítésekkel rendbehozta a Wawelt.

## Külső hivatkozások
- Kazimierz Kuczman: Wzgórze Wawelskie: Przewodnik; Krakkó, 1988.
- Krakkó - képes útikönyv, Kier Kiadó, Krakkó 2006.